# Colorado Springs
Colorado Springs és una ciutat deu del comtat d'El Paso en l'estat nord-americà de Colorado En el Cens de 2010 tenia 416.427 habitants i una densitat poblacional de 824,93 persones per km².

## Geografia
Colorado Springs està situada en les coordenades 38° 52′ 2″ N, 104° 45′ 39″ O / 38.86722°N,104.76083°O 38° 52′ 2″ N, 104° 45′ 39″ O / 38.86722°N,104.76083°O / 38° 52′ 2″ N, 104° 45′ 39″ O / 38.86722°N,104.76083°O, 38° 52′ 2″ N, 104° 45′ 39″ O / 38.86722°N,104.76083°O Segons l'Oficina del Cens dels Estats Units, Colorado Springs té una superfície total de 504.8 km², de la qual 503.85 km² corresponen a terra ferma i (0.19%) 0.95 km² és aigua.

## Demografia
Segons el cens de 2010,[4] hi havia 416.427 persones residint en Colorado Springs. La densitat de població era de 824,93 hab/km². Dels 416.427 habitants, Colorado Springs estava compost pel 78.84% blancs, el 6.3% eren afroamericans, el 0.97% eren amerindis, el 3.03% eren asiàtics, el 0.31% eren illencs del Pacífic, el 5.48% eren d'altres races i el 5.07% pertanyien a dues o més races. Del total de la població el 16.06% eren hispans o llatins de qualsevol raça.[5]

## Turisme
A més de Pikes Peak, hi ha moltes atraccions turístiques a la zona, incloent el Jardí dels Déus (en anglès (Garden of the Gods) en la qual es destaquen formacions d'arenisca vermella, el Manitou Cliff Dwellings, el Complex d'Entrenament Olímpic dels Estats Units i l'Acadèmia de la Força Aèria dels Estats Units. D'acord amb l'Oficina de Convenció i Visitants de Colorado Springs, l'àrea atreu prop de sis milions de turistes cada any.
Colorado Springs és servit per l'Aeroport de Colorado Springs.

## Indústria
- El Centre d'Operacions de la Muntanya Cheyenne - Militar: un centre de comando militar albergat sota la Muntanya Cheyenne, al sud de Pike Peak.
- Base de la Força Aèria Peterson - Militar
- Acadèmia de la Força Aèria dels Estats Units - Militar
- FrontRange Solutions – Programari
- L'estació mestra del segment terrestre de GPS (les altres quatre estacions del sistema estan en Kwajalein, Hawai, Diego Garcia i Ascensión). - Militar

## Educació
El Districte Escolar 11 de Colorado Springs gestiona escoles públiques.
Colorado Springs és la llar de Colorado Technical University, Colorado College i la Universitat de Colorado en Colorado Springs (UCCS), a més de l'Acadèmia de la Força Aèria dels Estats Units.

## Esport
- L'equip de beisbol Colorado Springs Sky Sox, en la Lliga de la Costa Pacífica (classificació AAA), un equip de les lligues menors corresponent als Colorado Rockies.

- L'equip de futbol Colorado Springs Switchbacks, en la United Soccer League.

## Religió
En els últims anys, Colorado Springs ha atret un gran flux de protestants. Els grups protestants amb seu central en Colorado Springs inclouen Enfocament a la Família (Focus on the Family) (una organització cristiano-política), Compassió International, The Navigators, Youth with a Mission, Young Life i la International Bible Society.

## Esdeveniments
El 23 de gener de 2001, la policia va obtenir un indici que els dos membres del grup Els 7 de Texas que no havien estat capturats, s'estaven amagant en el Holiday Inn en Colorado Springs. Els dos fugitius van fer algunes transmissions radials en viu abans de ser arrestats. Els 7 de Texas era un grup criminal buscat per robatori evasió de presó i l'assassinat d'un oficial de la policia.
El 15 de febrer de 2003, 4.000 manifestants es van reunir en Academy Boulevard per protestar en contra de la Guerra de l'Iraq. Després de la manifestació i marxa pacífiques, la multitud va ser dispersada amb gasos lacrimògens, ruixadors de pebre i bales de goma. Alguns van ser arrestats.
En 2003, es va fer pública l'evidència que acusava al Departament de Policia de Colorado Springs per haver col·laborat amb la Policia de Denver, per reunir el que es coneix com els Arxius Espia. Aquests arxius contenen informació reunida pel departament de policia a través de la vigilància d'activistes, organitzacions, i manifestants que no havien infringit la llei. El Colorado Springs Independent va detallar moltes històries sobre aquest tema i l'Alcaldia va investigar els càrrecs.